# Algerijnse gemeenschap in België
De Algerijnse gemeenschap in België, Algerijnse diaspora, is de zesde grootste Algerijnse gemeenschap ter wereld, na die van Italië (110.000), Canada (120.000), Verenigde Staten (140.000), het Verenigd Koninkrijk (250.000), Spanje (400.000) en Frankrijk (5.825.000). Het aantal Algerijnen dat inmiddels Belg is geworden, bedraagt 100.000 (2020), waardoor ze na de Marokkanen de tweede groep van de Maghrebijnse gemeenschap van België zouden worden. 
Meer dan de helft van de Algerijnen in de Benelux woont in België. De meeste wonen in de hoofdstad Brussel; andere grote populaties wonen in Charleroi, Antwerpen, Gent, Namen, Bergen en Luik. De meeste Algerijnen die in België wonen, zijn Kabylisch, waardoor dit land na Frankrijk de tweede Kabylië-gemeenschap ter wereld is.
Enkele bekende Algerijnse Belgen zijn Laurette Onkelinx (Algerijnse moeder), Dalila Douifi, Brahim Attaeb, Lens Annab, Madani Bouhouche en Yasmine Kherbache.